# 44 (число)
Вижте пояснителната страница за други значения на 44.
44 (четиридесет и четири) е естествено, цяло число, следващо 43 и предхождащо 45.
Четиридесет и четири с арабски цифри се записва „44“, а с римски цифри – „XLIV“. Числото 44 е съставено от една цифра от позиционните бройни системи, записана два пъти – 4 (четири).

## Общи сведения
- 44 е четно число.
- 44 е атомният номер на елемента рутений.
- 44-тият ден от годината е 13 февруари.
- 44 е година от Новата ера.